# 서형욱
서형욱(1975년 8월 20일 ~ )은 대한민국의 축구해설가이다.
대한민국 최초의 비선수출신 축구해설가로, 수 년간 MBC와 MBC Sports+의 축구 해설위원을 맡았다.

## 생애
1999년 '토탈사커'라는 축구전문 웹진을 운영하며 축구계에 발을 디딘 서형욱은 UEFA 유로 2000기간에 SBS SPORTS채널에서 분석가로 활동하다가 2000년 9월 해설위원으로 마이크를 잡았다. 2001년 9월부터는 스포츠일간지 굿데이의 축구전문기자로 활동하며, 축구관련 각종 방송프로그램에 패널로 출연하였다. 2002년 한일 월드컵기간 중에는 27세라는 어린나이에 MBC에서 일본에서 벌어지는 주요경기의 축구해설을 도맡았다. 2003년 축구의 본고장 잉글랜드 리버풀로 1년간 유학을 떠난 그는 스포츠서울의 통신원으로 활동하며 유럽축구 소식과 축구칼럼을 연재했다. 유학을 마치고 돌아온 2004년부터 2012년까지 MBC와 MBC Sports+의 축구해설위원으로 활동하며 월드컵, A매치, UEFA 유로, UEFA 챔피언스리그, 프리미어리그, K리그 등의 경기를 중계했다. 2012년 4월 MBC 총파업 당시 노조집회에 강연을 나갔다가 MBC 축구해설위원직에 대한 일방적인 계약해지를 통보 받았다. 그후 MBC Sports+, JTBC를 거쳐 tvN에서 2013/2014 시즌 UEFA 챔피언스리그, 네덜란드 에레디비지 등을 중계하였고, 2016년 리우 올림픽의 MBC 축구 중계진에 기존의 김성주와 안정환에 더하여 서형욱이 추가되었다.

## 학력
- 2004년 리버풀 대학교 대학원 축구산업학 석사
- 2002년 성균관대학교 신문방송학 학사
- 1994년 영등포고등학교 졸업
- 1991년 인헌중학교 졸업
- 1988년 서울관악초등학교 졸업

## 경력

### 방송
- tvN
  - 2013년 8월 ~ 2014년 5월 tvN 축구 해설위원
  - 2021년 6월 tvN 축구 해설위원

- JTBC
  - 2013년 7월 ~ 2014년 5월 JTBC 축구 해설위원

- MBC
  - 2012년 5월 ~ 현재 MBC Sports+ 축구 해설위원
  - 2002년 2월 ~ 2012년 4월 MBC 축구 해설위원
  - 2014년 6월 ~ 현재 MBC 축구 해설위원

- KBS
  - 2005년 4월 ~ 2005년 9월 KBS 비바 K리그 메인 패널
  - 1999년 3월 ~ 2000년 9월 KBS 축구 해설위원

- SBS
  - 2000년 9월 ~ 2002년 1월 SBS 축구채널 축구 해설위원

### 기타
- 2012년 9월 ~ 현재 팟캐스트 주간 서형욱 진행
- 2014년 1월 ~ 현재 코나미 위닝 일레븐 온라인 시리즈 해설(캐스터 김동완)
- 2009년 12월 ~ 2012년 8월 네이버스포츠 풋볼 N 토크 메인 패널
- 2007년 1월 ~ 현재 네이버스포츠 뷰티풀게임 컬럼니스트
- 2007년 1월 ~ 2010년 7월 스포탈코리아 편집장
- 2007년 1월 ~ 2008년 12월 월간 포포투 한국어판 수석 에디터
- 2005년 7월 ~ 2006년 11월 엠파스 스포츠 팀장
- 2005년 7월 ~ 2006년 코나미 위닝 일레븐 시리즈 한글판 해설(위닝 일레븐 8 - Pro Evolution Soccer 2007)
- 2003년 7월 ~ 2004년 11월 스포츠서울 영국 통신원
- 2001년 9월 ~ 2003년 5월 스포츠 굿데이 축구 전문기자
- 1999년 7월 ~ 2006년 11월 축구웹진 토탈사커 편집장

## 저서
- 유럽축구 유럽문화1 : 축구 전문가 서형욱이 들려주는 / 삼성출판사, 2006
- 유럽 축구 기행 : 세계 축구 중심에 가다 / 살림출판사, 2005

## 예능
- 2018년 6월 6일 MBC 《황금어장 라디오스타》 571회

## 논란
- 2010년 7월 5일 MBC 스포츠특선 - 야구 읽어주는 남자에 출연하여 한국의 프로야구팀과 세계의 축구대표팀을 비교하면서 “SK는 챔피언의 이미지가 있지만 관리야구, 재밌다기 보다는 이기는 야구를 한다”고 말했다. 또한, "야구는 미국의 스포츠이고 축구는 세계의 스포츠다"라는 발언을 하였다. 이에 격분한 일부 야구팬들이 야구 읽어주는 남자의 게시판과 서형욱 개인 미니홈페이지, 미투데이 등에 비난의 글과 댓글을 달아 논란이 일었다.

## 화제
2014년 4월 세월호 참사 때 1천만원을 기부했다.